# Charles Morris
Charles Morris (n. 23 august 1879, Greater London, Anglia, Regatul Unit al Marii Britanii și Irlandei – d. 9 aprilie 1959, Shenley⁠(d), Hertsmere, Anglia, Regatul Unit) a fost un boxer ce a reprezentat Regatul Unit al Marii Britanii și al Irlandei de Nord, medaliat olimpic. A participat la o ediție a Jocurilor Olimpice (1908) în care a câștigat o medalie de argint.